# I Knew You Were Waiting (for Me)
I Knew You Were Waiting (For Me) is een duet tussen Aretha Franklin en George Michael, afkomstig van het album Aretha uit 1987 van eerstgenoemde artiest. Het nummer werd op 23 januari van dat jaar op single uitgebracht.

## Achtergrond
Met deze plaat bereikte Michael zijn droom om te zingen met een van zijn favoriete artiesten: Aretha Franklin. I Knew You Were Waiting (For Me) werd een wereldwijde hit en bereikte in Nederland, België, Ierland, het Verenigd Koninkrijk, Zimbabwe en de Verenigde Staten de nummer-1 positie in de hitlijsten.
In Nederland was de plaat op maandag 19 januari 1987 de 359e AVRO's Radio en TV-Tip op Radio 3 en werd een gigantische hit in de destijds twee landelijke hitlijsten op de nationale publieke popzender. De plaat bereikte de nummer 1-positie in zowel de Nationale Hitparade Top 100 als de Nederlandse Top 40. In de Europese hitlijst op Radio 3, de TROS Europarade, werd eveneens de nummer 1-positie bereikt.
Het was in Nederland de enige nummer 1-hit voor Aretha Franklin in de Nederlandse Top 40 en de Nationale Hitparade Top 100 en haar derde top 10-hit in Nederland. De eerste sinds Spanish Harlem uit 1971, zestien jaar eerder. Het was tevens haar laatste top 10-hit in Nederland, België en in de Verenigde Staten.
Voor George Michael werd het in Nederland zijn derde opeenvolgende nummer 1-hit in de hitlijsten op de nationale publieke popzender; (Hilversum 3 en vanaf 1 december 1985 Radio 3) de Nederlandse Top 40, de TROS Top 50 (tot 21 november 1985 op Hilversum 3), en de Nationale Hitparade na Careless Whisper (1984) en A Different Corner (1986). Ook met Wham! had Michael al twee nummer 1-hits gescoord, net als met Band Aid in december 1984, waardoor de totale teller inmiddels al op zes stuks stond.
In België bereikte de plaat de nummer 1-positie in zowel de voorloper van de Vlaamse Ultratop 50 als de Vlaamse Radio 2 Top 30. In Wallonië werd géén notering behaald.
I Knew You Were Waiting (For Me) was de eerste single van Michael die hij niet zelf had geschreven.
Het nummer is geproduceerd door Narada Michael Walden, die in de jaren 80 een bekend producer was voor onder andere Whitney Houston en geschreven door Michaels' landgenoot Simon Climie.

## Hitnoteringen

### Nederlandse Top 40
| Hitnotering: 07-02-1987 t/m 18-04-1987 | Hitnotering: 07-02-1987 t/m 18-04-1987 | Hitnotering: 07-02-1987 t/m 18-04-1987 | Hitnotering: 07-02-1987 t/m 18-04-1987 | Hitnotering: 07-02-1987 t/m 18-04-1987 | Hitnotering: 07-02-1987 t/m 18-04-1987 | Hitnotering: 07-02-1987 t/m 18-04-1987 | Hitnotering: 07-02-1987 t/m 18-04-1987 | Hitnotering: 07-02-1987 t/m 18-04-1987 | Hitnotering: 07-02-1987 t/m 18-04-1987 | Hitnotering: 07-02-1987 t/m 18-04-1987 | Hitnotering: 07-02-1987 t/m 18-04-1987 | Hitnotering: 07-02-1987 t/m 18-04-1987 |
| Week                                   | 1                                      | 2                                      | 3                                      | 4                                      | 5                                      | 6                                      | 7                                      | 8                                      | 9                                      | 10                                     | 11                                     |                                        |
| -------------------------------------- | -------------------------------------- | -------------------------------------- | -------------------------------------- | -------------------------------------- | -------------------------------------- | -------------------------------------- | -------------------------------------- | -------------------------------------- | -------------------------------------- | -------------------------------------- | -------------------------------------- | -------------------------------------- |
| Nummer                                 | 16                                     | 6                                      | 2                                      | 1                                      | 1                                      | 1                                      | 2                                      | 2                                      | 6                                      | 13                                     | 25                                     | uit                                    |

### Nationale Hitparade Top 100
| Hitnotering: 31-01-1987 t/m 09-05-1987 | Hitnotering: 31-01-1987 t/m 09-05-1987 | Hitnotering: 31-01-1987 t/m 09-05-1987 | Hitnotering: 31-01-1987 t/m 09-05-1987 | Hitnotering: 31-01-1987 t/m 09-05-1987 | Hitnotering: 31-01-1987 t/m 09-05-1987 | Hitnotering: 31-01-1987 t/m 09-05-1987 | Hitnotering: 31-01-1987 t/m 09-05-1987 | Hitnotering: 31-01-1987 t/m 09-05-1987 | Hitnotering: 31-01-1987 t/m 09-05-1987 | Hitnotering: 31-01-1987 t/m 09-05-1987 | Hitnotering: 31-01-1987 t/m 09-05-1987 | Hitnotering: 31-01-1987 t/m 09-05-1987 | Hitnotering: 31-01-1987 t/m 09-05-1987 | Hitnotering: 31-01-1987 t/m 09-05-1987 | Hitnotering: 31-01-1987 t/m 09-05-1987 | Hitnotering: 31-01-1987 t/m 09-05-1987 |
| Week                                   | 1                                      | 2                                      | 3                                      | 4                                      | 5                                      | 6                                      | 7                                      | 8                                      | 9                                      | 10                                     | 11                                     | 12                                     | 13                                     | 14                                     | 15                                     |                                        |
| -------------------------------------- | -------------------------------------- | -------------------------------------- | -------------------------------------- | -------------------------------------- | -------------------------------------- | -------------------------------------- | -------------------------------------- | -------------------------------------- | -------------------------------------- | -------------------------------------- | -------------------------------------- | -------------------------------------- | -------------------------------------- | -------------------------------------- | -------------------------------------- | -------------------------------------- |
| Nummer                                 | 36                                     | 6                                      | 2                                      | 2                                      | 1                                      | 1                                      | 2                                      | 2                                      | 5                                      | 7                                      | 16                                     | 26                                     | 35                                     | 57                                     | 84                                     | uit                                    |

### TROS Europarade
Hitnotering: 08-02-1987 t/m 03-05-1987. Hoogste notering: #1 (5 weken).

### NPO Radio 2 Top 2000
| Nummer met noteringen in de NPO Radio 2 Top 2000 | '99  | '00 | '01  | '02  | '03 | '04  | '05  | '06 | '07  | '08  | '09-'16 | '17  | '18  | '19  | '20 | '21  | '22  | '23  | '24  |
| ------------------------------------------------ | ---- | --- | ---- | ---- | --- | ---- | ---- | --- | ---- | ---- | ------- | ---- | ---- | ---- | --- | ---- | ---- | ---- | ---- |
| I Knew You Were Waiting (For Me)                 | 1360 | -   | 1309 | 1615 | -   | 1844 | 1915 | 772 | 1946 | 1493 | -       | 1944 | 1040 | 1179 | 982 | 1166 | 1318 | 1158 | 1648 |

1. ↑  Een '-' betekent dat het nummer niet was genoteerd en een vetgedrukt getal geeft de hoogste notering aan.